# Doubí u Turnova
Doubí u Turnova – przystanek kolejowy w miejscowości Doubí, w kraju libereckim, w Czechach. Znajduje się na wysokości 310 m n.p.m..
Jest zarządzany przez Správę železnic. Na przystanku nie ma możliwości zakupu biletów, a obsługa podróżnych odbywa się w pociągu.

## Linie kolejowe
- 030 Pardubice – Jaroměř – Liberec